# 森崎博之
森崎 博之（もりさき ひろゆき、1971年〈昭和46年〉11月14日 - ）は、日本の俳優、タレント 、声優、ナレーター、映画監督、演出家、脚本家、劇作家、ディレクター、歌手、ラジオパーソナリティ、スーツアクター。愛称は「リーダー」、「モリ」。所属事務所はCREATIVE OFFICE CUE、業務提携先はアミューズ。演劇ユニット・TEAM NACSを主宰し、地元・北海道のローカルタレントとして活動する。北海道上川郡東川町出身。血液型はO型。既婚。

## 経歴
北海道上川郡東川町で生まれる。公務員である父の都合で、2歳の時に札幌市に引っ越す。その後、8歳の時に東川町に戻る。推薦で北海道旭川西高等学校理数科に入学し、1990年に卒業（高校の後輩に後のTEAM NACSメンバーとなる音尾琢真がいる）。
1990年4月、指定校推薦で北海学園大学法学部法律学科に入学し、演劇研究会に所属する。演劇研究会に入った動機は、文化系でみんなで一緒に作りたいと考えていたところ、当時の会長が「ミス小樽」であったためであったという。
1993年からは、学生時代から演劇研究会活動の傍ら、稲田博が主宰する劇団イナダ組に所属（2006年まで）。この他、鈴井貴之主宰のOOPARTSに所属したこともあった。1996年、演劇研究会で出会った後輩の安田顕、佐藤重幸（現・戸次重幸）、大泉洋、音尾琢真の4人と共に、大学を卒業する自身と安田の卒業公演を行うための1回限りの演劇ユニットとして「TEAM-NACS」を結成。公演終了後に解散。
大学卒業後は演劇から離れ上京し、証券会社に就職。証券会社では、1年目から社長賞でハワイ旅行をもらうほど優秀な成績であった。
のちに体調を崩し、札幌でかつての演劇仲間と会ったことからホームシックに陥り、祖父の死を機に就職から9ヶ月で会社を辞め、北海道に戻る。
こうして、1997年にTEAM-NACSを再結成。TEAM-NACSの主宰として脚本・演出・出演をこなし、TEAM-NACSの精神的支柱を担う。フリーの活動を経て、1999年に冠番組である『いばらのもり』（北海道テレビ）の放送を機に、TEAM-NACSの大泉洋と安田顕が所属するCREATIVE OFFICE CUEに加入。
所属後は、『ドラバラ鈴井の巣』（北海道テレビ）、『YASUのえき☆スタ@noon』（北海道文化放送）、旅コミ北海道（テレビ北海道）をはじめとした北海道ローカル番組に出演する。
2004年5月にTEAM-NACSの第10回公演として行われた舞台「LOOSER〜失い続けてしまうアルバム〜」のサンシャイン劇場での東京公演で東京に初進出。
同年12月には、大手芸能事務所であるアミューズと業務提携。道内の仕事はCREATIVE OFFICE CUE、道外の仕事はアミューズが手掛けるようになる。

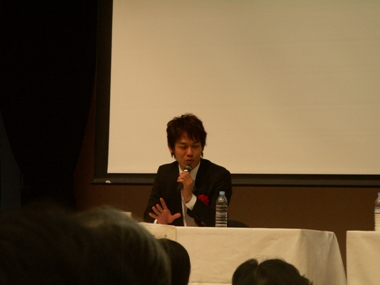
2010年3月25日、講演を行う森崎

2006年『おかしなふたり』で全国区のテレビドラマに初出演。この他『受験の神様』（日本テレビ、2007年）など他のメンバーと同様に全国区のテレビドラマなどに出演していたが、2008年4月から農業番組『森崎博之のあぐり王国北海道』（現・『あぐり王国北海道NEXT』、北海道放送）の放送を機に「自分は北海道に残り、TEAM NACSのメンバーとは違う形で仕事をすることで、チームの活動の幅も広がるのでは」と考えるようになり、主に北海道に残って活動を続ける事となった。
ただし、現在でも『下町ロケット』（TBS、2018年）など、不定期で全国ネットのドラマやバラエティに出演することもある。
また、同番組への出演を機に、北海道フードマイスターや、ごはんソムリエなどの資格を取得し、自身を「農業タレント」と称して農業や食育に関する活動・講演も行い、2020年にはホクレンアンバサダーに就任した。
私生活では、2005年10月10日に結婚を発表。2009年4月に長男、2011年5月に次男、2018年3月に長女が産まれ、現在では二男一女の父親となっている。

## 人物
- 頭囲は64センチで大きく、オデコも広い[20]。自身に限らず、親族全員の顔が大きい[21]。
- 祖父母は東川町で米農家をしていた[4][22]。8歳下の妹がいる[4]。
- 小学校・中学校時代は、ボーイスカウトをしていた[23]。ボーイスカウトが集まるジャンボリーでは、浩宮（現在の天皇）を間近で見たことがある[4]。
- 讃岐うどんが好きで、何度も香川に行っている[24]。
- ドラマ『下町ロケット』で演じた野木博文のモデルとなった北海道大学教授の野口伸と講演会を行ったこともある[25][26]。これについては、安田顕も商売上手だと話している[27]。
- 前述の通り、農業に造詣が深いことから、牛乳が大量に廃棄される可能性があった際には、「#ミルクに恩返し」をキーワードに牛乳レシピなどを紹介するライブ配信するなど、牛乳消費を呼びかけた[28]。回避された時には「全牛を代表してお礼申し上げます」とTwitterに投稿した[29]。

## 出演

### テレビドラマ
- エリアコードドラマ「TV局物語 今にみてろ」（1995年7月 - 9月、北海道テレビ） - 素人 役（エキストラ）[30]
- 水曜どうでしょうプロジェクト2000「四国R-14」（2000年11月29日 - 12月20日、北海道テレビ）- 藤木ディレクター 役
- おかしなふたり（2006年1月3日・4日、フジテレビ） - ウェイター 役
- HTBスペシャルドラマ「大麦畑でつかまえて」（2006年9月2日、北海道テレビ） - ディレクター手塚 役
- 受験の神様（2007年7月4日 - 9月22日、日本テレビ） - 西園寺公嗣 役
- ロス:タイム:ライフ 第3話（2008年2月16日、フジテレビ） - スーパーマーケット店長 役
- 貧乏男子 ボンビーメン スピンオフ「白い貧乏男子」（2008年、第2日本テレビ） - 小茶切幸子・清水幸子 役
- 風のガーデン 第10話（2008年12月11日、フジテレビ） - ラジオの声（声の出演） 役
- 幸福のスープはいかが?（2009年3月26日・27日、NHK総合・香港電台） - 漁協の人1 役
- 子育てプレイ&MORE 第3話・第8話・第9話・最終話（2009年7月22日・9月2日・9月9日・9月30日、毎日放送） - 大山田さん 役
- 働くゴン! （2009年9月23日、日本テレビ） - 屋島冬次 役
- ホタルノヒカリ2 第6話・第7話（2010年8月11・18日、日本テレビ） - サマンサ（千歳谷牛助） 役
- スープカレー（2012年4月13日 - 6月29日（北海道放送）・2012年4月16日 - 6月25日（TBS）、北海道放送・TBS） - 主演・和田真悟 役（TEAM NACSの他のメンバーと共に主演）[31]
- プラチナタウン（2012年8月19日 - 9月16日、WOWOW） - 田沢拓郎 役
- 勇者ヨシヒコと悪霊の鍵 第9話（2012年12月7日、テレビ東京） - 盗賊 役（友情出演）
- 天魔さんがゆく（2013年4月15日 - 9月23日、TBS） - 足利警部 役
- 「the TEAM NACS perfect show」〜なんでこんな時に〜（2014年6月28日、フジテレビNEXT） - 吉岡・支店長・ヤマダヤマダ 役
- 不便な便利屋（2015年4月11日 - 6月27日、テレビ東京） - 小森巡査 役
  - 不便な便利屋 2016 初雪（2016年12月30日、テレビ東京） - 小森巡査 役
- 農業女子はらぺ娘（2015年12月16日、NHK BSプレミアム） - 大根の男 役
- 孤独のグルメ Season5 特別編  （2016年1月1日、テレビ東京）  - 近藤染工場・阿部専務 役
- 下町ロケット 第6話 - 最終話（2018年11月18日 - 12月23日、TBS） - 野木博文 役[32]
  - 下町ロケット 新春ドラマ特別編（2019年1月2日、TBS） - 野木博文 役
- チャンネルはそのまま!（2019年3月18日 - 22日、北海道テレビ） - 雪丸実（花子の父） 役[33]
- 連続テレビ小説「なつぞら」第111話 - 第139話（2019年8月7日 - 9月9日、NHK総合） - 大清水洋 役[34]
- がんばれ!TEAM NACS（2021年3月7日 - 3月14日（先行放送）・2021年6月20日 - 8月15日（本放送）、WOWOW） - 主演・森崎博之 役（本人役） 他（TEAM NACSの他のメンバーと共に主演）[35][36]
- 超特急、地球を救え。 第2話（2022年9月14日、テレビ東京） - 本人 役
- 弁当屋さんのおもてなし（2023年2月25日 - 3月18日、北海道テレビ）- くんた 役[37]
  - 弁当屋さんのおもてなし シーズン2（2024年1月13日 - 2月3日、北海道テレビ）- くんた 役[38]

### 映画
- man-hole（2001年3月3日公開、監督：鈴井貴之） - 警官 役
- パコダテ人（2002年4月27日公開、監督：前田哲） - 函館スクープ 社員 役
- river（2003年11月29日公開、監督：鈴井貴之、CREATIVE OFFICE CUE） - 川塚剛志 役
- 銀のエンゼル（2004年12月18日公開、監督：鈴井貴之）- スナックの若い男 役
- シムソンズ（2006年2月18日公開、監督：佐藤祐市） - 大河内先生 役
- UDON（2006年8月26日公開、監督：本広克行、東宝）- 牧野 役
- ぼくたちと駐在さんの700日戦争（2008年4月5日公開、監督：塚本連平、ギャガ）- 寺島先生 役
- TEAM NACS FILMS「N43°」（2009年2月21日公開、監督：TEAM NACS、CREATIVE OFFICE CUE・アミューズ）
  - 「頑張れ！鹿子ブルブルズ!」 - 森崎博之 役
  - 「神居のじいちゃん」 - 木戸川和夫 役
  - 「AFTER」 - モリコ 役（監督・脚本も担当）
- 銀色の雨（2009年10月31日公開、監督：鈴井貴之） - スナック「愛」客 役（特別出演）
- ガール（2012年5月26日公開、監督：深川栄洋、東宝）
- 愛を積むひと（2015年6月20日公開、監督：朝原雄三、アスミック・エース・松竹） - 平間造園の親方 役
- ミックス。（2017年10月21日公開、監督：石川淳一、東宝） - 張 役[39]
- プリンシパル〜恋する私はヒロインですか?〜（2018年3月3日公開、監督：篠原哲雄、アニプレックス） - 住友泰弘 役[40]
- 劇場版 がんばれ!TEAM NACS（2021年9月3日公開、監督：堀切園健太郎、WOWOW）- 主演・森崎博之 役（本人役） 他（TEAM NACSの他のメンバーと共に主演）[41]

### 舞台
- 劇団イナダ組 第7回公演「バブリスト」（1993年4月15日 - 18日、ルネッサンス・マリア・テアトロ）[42]
- 劇団イナダ組 第9回公演「TAKEDA2」（1994年10月14日 - 16日、ルネッサンス・マリア・テアトロ）[42]
- 劇団イナダ組 第10回公演「NO FUN」（1995年6月2日 - 4日、ルネッサンス・マリア・テアトロ）[42]
- 劇団イナダ組 第13回公演「ノータリン・タンバリン」（1997年5月3日 - 10日、ルネッサンス・マリア・テアトロ）[43]
- 劇団イナダ組 第14回公演「PRIMITIVEビーム」（1997年10月23日 - 26日、ルネッサンス・マリア・テアトロ）[43]
- 劇団イナダ組 第16回公演「改編サンチョパンサのバカ」（1998年7月24日 - 26日、道新ホール）[44]
- 劇団イナダ組 第17回公演「アイドルを探せ」（1998年11月25日 - 12月4日、ルネッサンス・マリア・テアトロ）[44]
- 劇団イナダ組 第18回公演「アルツハイパーJ」（1999年7月8日 - 30日、道新ホール）[45]
- 劇団イナダ組 第19回公演「ホットロード」（1999年12月1日 - 19日、共済ホール）[45]
- 劇団イナダ組 第20回公演「絶叫2000～碧き狼」（2000年5月1日 - 6日、教育文化会館）[46]
- 劇団イナダ組 第21回公演「カラビナ」（2000年9月27日 - 10月4日、Zepp Sapporo）[46]
- 劇団イナダ組 第22回公演「ドナドナファミリープラン～命の契約書」（2001年6月16日 - 8月12日、道新ホール・富良野演劇工場）[47]
- 劇団イナダ組 第24回公演「このくらいのLANGIT」（2002年9月3日 - 10月27日、やまびこ座・函館市芸術ホール・富良野演劇工場・道新ホール）[48]
- 劇団イナダ組 第26回公演「ライナス」（2003年7月26日 - 8月3日、道新ホール）[49]
- 水曜どうでしょうpresents 水曜天幕團旗揚げ公演2003 「蟹頭十郎太」（2003年10月10日 - 19日、北海道テレビ放送新館駐車場内 特設テント会場） - 神州無二斎・盗人侍・法師 役
- 劇団イナダ組 第29回公演「カメヤ演芸場物語」（2004年11月18日 - 23日、道新ホール）[50]
- 「陥人ーどぽんどー」（2006年9月6日 - 9月10日、東京グローブ座）  - アントーニオ 役[51]
- 劇団イナダ組 第34回公演「亀屋ミュージック劇場（ほおる）」（2006年11月1日 - 5日、道新ホール）[51]
- 「NECK」（2010年2月12日 - 14日、青山円形劇場） - 大塚 役
- 「LOOSER6」（2011年5月3日 - 5月4日、道新ホール・2011年5月11日 - 5月15日、サンシャイン劇場・2011年5月21日 - 5月22日、森ノ宮ピロティホール） - 主演・サラリーマン 役（作・演出も担当）
- 「KACHI BUS」（2014年1月5日 - 13日、下北沢 本多劇場・2月12日、札幌市民ホール（追加公演）・2月14日 - 15日、帯広市民文化ホール（追加公演）） - 主演・吉沢文太 役[52][53]
- TAKAYUKI SUZUI PROJECT OOPARTS vol.3「HAUNTED HOUSE」（2016年2月12日 - 21日、池袋サンシャイン劇場・2月26日 - 28日、大阪シアターBRAVA!・3月18日 - 20日、札幌道新ホール）
- 「ラヴ・レターズ 〜2016 The Climax Special〜」（2016年8月5日、パルコ劇場） - アンディ役
  - 「ラヴ・レターズ〜SAPPORO PARCO 50th Anniversary Special〜」（2025年10月8日・9日〈予定〉、共済ホール）[54]
- 札幌演劇シーズン 2017冬 劇団千年王國「狼王ロボ」（2017年1月28日 - 2月4日、北海道立道民活動センター かでる2・7 かでるホール） - 主演・シートン 役[55]
- 音楽劇「ピーターと狼」（2021年10月27日、特設ライブエールシアター）[56]
- TAKAYUKI SUZUI PROJECT OOPARTS 特別公演「天国への階段 北海道re-mix」〜ありがとう道新ホール〜（2024年6月21日 - 23日、道新ホール）[57]

### テレビ番組

#### 現在のテレビレギュラー番組
- ハナタレナックス（2003年1月31日 - 放送中、北海道テレビ） - テロップの色は緑。
- おにぎりあたためますか（2003年3月26日 - 放送中、北海道テレビ） - テロップの色は赤。※不定期出演。
- あぐり王国北海道NEXT（2008年7月5日 - 放送中、北海道放送）

#### 過去のテレビレギュラー番組
- モザイクな夜V3（1993年10月4日 - 1996年9月30日、北海道テレビ）[58]
- 水曜どうでしょう（1996年10月9日 - 2002年9月4日、北海道テレビ） - 不定期出演。 
  - どうでしょうリターンズ（1999年1月5日 - 2004年5月5日、北海道テレビ） - 不定期出演・構成（構成は鈴井貴之と共に担当）。上記の再放送。
  - 水曜どうでしょうClassic（2004年7月14日 - 放送中、北海道テレビ） - 不定期出演。上記の再放送。
- 旅コミ北海道（1998年 - 、TVh） - 不定期出演。
- いばらのもり（2000年4月5日 - 2002年12月20日、北海道テレビ）- グモ、モリ侍、ヌ王、モ父さん、Mr.モリック、もん太くん （声・スーツアクター）役
  - いばらのもりリターンズ（2010年4月5日 - 8月23日、北海道テレビ） - リメイク版。
- ドラバラ鈴井の巣（2002年2月1日 - 2004年12月23日、北海道テレビ）
- YASUのえき☆スタ@noon（2003年4月5日 - 2005年3月26日、北海道文化放送）
- FOMA Presents 9!（2004年 - 2005年、北海道テレビ） - MC
- えき☆スタ1（2005年10月15日 - 2006年9月30日、北海道文化放送）
- 鈴井貴之のロケハン。（2006年10月 - 2007年11月、チャンネルNECO）
- 直CUE!勝負（2009年3月・4月放送分 - 不定期、チャンネルNECO）
- CROSS×BATTLE（2012年12月2日 - 2013年2月3日、北海道テレビ）
- Let's天才てれびくん（2014年3月31日 - 2017年3月30日、NHK Eテレ）
- みんなのテレビ 曜日コーナー「奇跡のひと皿」・「キセキの北海道めし」（2016年8月23日 - 2019年3月21日、北海道文化放送）
- めざましテレビ（2019年5月6日 - 5月27日、フジテレビ） - 2019年5月度マンスリーエンタメプレゼンター[59]
- SAY!チーズ〜笑顔になれるチーズの魔法（2021年3月5日 - 3月26日、TBS） - 北海道応援団[60]

#### 特別番組
- テレメンタリー2019スペシャル「令和を生きる君へ」（2019年12月31日、テレビ朝日） - ナレーション[61]
- 酪農THEワールド 僕らのミルクサミット（2020年3月28日、フジテレビ） - MC[62]

### ラジオ番組

#### 現在のラジオレギュラー番組
なし

#### 過去のラジオレギュラー番組
- 森崎博之の元気出していこうぜ!（1998年 - 1999年、ラジオカロスサッポロ）
- 森崎博之の世界征服宣言（STV（現：STVラジオ））
- 野望の王国（1998年、STVラジオ）
- みのや雅彦のサンデーパラダイス（2000年10月 - 2006年3月19日、STVラジオ）
- 喜瀬ひろしのときめきワイド（2000年10月 - 2003年3月、STVラジオ）
- 森崎博之のOL日記（2001年、STVラジオ）[63]
- NACS GOTTA ME!（2001年1月8日 - 2005年9月24日、AIR-G'）
- R（2003年3月3日 - 2004年9月、AIR-G'）
- MORY STAGE（2004年10月 - 2012年3月、AIR-G'）
- 森崎博之のジャンジャンジャンプ (2014年1月5日 - 2023年3月26日、HBCラジオ)

### 声の出演

#### アニメーション映画
- ハウルの動く城（2004年11月20日公開、監督：宮崎駿、スタジオジブリ） - ケーキ屋店員、八百屋 役
- 思い出のマーニー（2014年7月19日公開、監督：米林宏昌、スタジオジブリ） - 美術教師 役 ほか（北海道特別出演）[64][65]

#### テレビアニメ
- チビナックス（2006年4月13日 - 9月28日、制作：CREATIVE OFFICE CUE・電通北海道、放送：札幌テレビ） - リーダー 役
  - チビナックス 2.0（2007年4月14日 - 10月13日、制作・放送：上に同じ） - リーダー 役
  - チビナックス シーズン3（2008年6月3日 - 11月18日、制作・放送：上に同じ） - リーダー 役
- 銀の匙 Silver Spoon（2013年7月11日 - 9月19日、フジテレビ） - 獣医 役

#### 人形劇
- 西遊記外伝 モンキーパーマ（2013年10月 - 12月、制作：tvk・テレ玉・チバテレ・群テレ・とちテレ・MTV・KBS京都・サンテレビ・OHK・ひかりTV（モンキーパーマ制作委員会）- 三蔵法師 役
  - 西遊記外伝 モンキーパーマII（2014年4月 - 6月、制作：モンキーパーマ制作委員会） - 三蔵法師 役
  - 西遊記外伝 モンキーパーマIII（2015年7月 - 9月、制作：モンキーパーマ制作委員会） - 三蔵法師 役

### CM
- 日清食品「やきそばできました。」（安田顕・音尾琢真と共演）
- アサヒ飲料「WONDA 北海道限定 朝専用モーニングショット」（2003年、音尾と共演）
- 北海道アルバイト情報社「十勝シゴトガイド」（2005年）
- リクルート「じゃらん・北海道版」（音尾と共演）
- 第45回衆議院議員選挙（2009年）
- JR北海道 （2011年、ラジオCM）
- サッポロビール 『サッポロ黒ラベル』「大人エレベーター 北海道」編（2013年、北海道限定、安田と共演）
- ドコモ「docomo LTE Xi」（2013年）
- あいプラン（2014年）
- ソフトバンク「Y!mobile」（2016年）
- 北海道住宅局「きた住まいる」（2016年）
- ワオ・コーポレーション（2017年）
- 花王「アタック 抗菌EXスーパークリアジェル」（2017年）
- 日産「エクストレイル」（2018年 - 2019年）
- 北海道日本ハムファイターズ「北海道シリーズ2018～WE LOVE HOKKAIDO～」 - アンバサダー（2018年）[66]
- 北海道で働こう応援会議 - イメージキャラクター（2018年）[67]
- サントリー『ザ・プレミアム・モルツ』「全国“神泡”エリアファン代表企画」（2019年）[68]
- セイカン - イメージキャラクター（2019年 - ）[69]
- ホクレン農業協同組合 - アンバサダー（2020年 - ）[16]
  - 「北海米道内キャンペーン」（2019年）
  - 「お米に込められた想い」（2020年）
  - 「米どころ日本一」（2020年）
  - 「ミルクランド北海道」（2020年）
  - 「モォ〜ニングルーティンプロジェクト」（2021年12月、北海道限定）[70]
- ヤブシタエネシス株式会社「ヤブシタのAI見守りサービス そっとねっと」（2020年 - 、北海道限定）[71]
- 北海道農政部生産振興局農産振興課「北海道米プロモーション『食べらさる』」（2020年 - ）[72][73]
- ヤクルト本社
  - 「ヤクルト400W」（2021年10月、北海道限定）[74]
  - 「ラクトデュウ」（2021年10月 - 12月、北海道限定）[75]
- ミツカン「なくそう、おうちのフードロス。B面PROJECT」（2021年11月 - 12月、北海道限定）[76]
- アルファコート（2024年4月 - ・北海道限定）

### MV
- One Hokkaido Project「私たちの道」（2019年）[77]

## 監督・脚本・演出

### 舞台
脚本・演出
- モリプロ旗揚げ公演「改FEVER～眺め続けた彼らの展望～」（2003年5月24日 - 25日、道新ホール）
- 「LOOSER6」（2011年5月3日 - 5月4日、道新ホール・2011年5月11日 - 5月15日、サンシャイン劇場・2011年5月21日 - 5月22日、森ノ宮ピロティホール） - 兼出演
- HONOR〜守り続けた痛みと共に（2025年9月6日 - 13日〈予定〉、かでる2・7 かでるホール） - 兼出演[78]

演出
- *pnish* 本公演vol.12 「ウエスタンモード」（2010年）

### ラジオドラマ
- ラジオにタッチ！ 6COLORS 第5話「STILL GREEN」（2012年11月3日 - 12月8日、NHK大阪、MBSラジオ、ABCラジオ、ラジオ大阪、FM OSAKA、FM802） - 脚本[79]

### 映画
- TEAM NACS FILMS「N43°」「AFTER」（2009年2月21日公開、監督：TEAM NACS、CREATIVE OFFICE CUE・アミューズ）- 監督・脚本（兼出演）

## CD
- 私たちの道 - One Hokkaido Project（他のTEAM NACSメンバー及び鈴井貴之と共に参加、WESS RECORDS、デジタル配信：2019年2月20日、CDシングル：2019年3月6日）[80]

## 作詞・作曲
| 作品タイトル                   | JASRAC作品コード | 作詞             | 作曲                                 | 備考                                                                          |
| ------------------------------ | ---------------- | ---------------- | ------------------------------------ | ----------------------------------------------------------------------------- |
| オヤシラズノヨウニ             | 107-9574-0       | 森崎博之         | 森崎博之                             | 『ドラバラ鈴井の巣』「山田家の人々」挿入歌。                                  |
| つぼみ                         | 112-6030-1       | 森崎博之         | 森崎博之                             | 『ドラバラ鈴井の巣』「VS〜禁断の対決企画〜『Have a nice day』」エンディング。 |
| onちゃん音頭                   | 115-8200-6       | 新田弘志         | 新田弘志・大泉洋・森崎博之           | 『いばらのもり』の企画で制作。                                                |
| 恵織村中学校校歌               | 143-3977-3       | 森崎博之         | NAOTO                                | TEAM NACS ふるさと公演「HONOR〜守り続けた痛みと共に」挿入歌。                 |
| EOUCH                          | 145-6243-0       | 森崎博之         | NAOTO                                | TEAM NACS ふるさと公演「HONOR〜守り続けた痛みと共に」挿入歌。                 |
| 校歌スペシャル                 | 145-6270-7       | 森崎博之         | NAOTO                                | TEAM NACS ふるさと公演「HONOR〜守り続けた痛みと共に」挿入歌。                 |
| アルバム                       | 151-1550-0       | 森崎博之         | NAOTO                                |                                                                               |
| 最初のクリスマスソング         | 165-2050-5       | 森崎博之         | 森崎博之                             | 「Merry CUEristmas」収録。                                                    |
| ハリケーンマーチ               | 169-7518-9       | 森崎博之         | 森崎博之                             |                                                                               |
| 泣いて笑ってハラへって         | 170-5376-5       | 森崎博之         | テツヤ                               |                                                                               |
| 侍ロマン                       | 183-5760-1       | -                | 森崎博之・テツヤ                     | TEAM NACS ニッポン公演「WARRIOR〜唄い続ける侍ロマン」主題歌。                 |
| 大一輪                         | 202-3276-4       | 森崎博之・テツヤ | テツヤ                               |                                                                               |
| そんなのNACS応援歌             | 202-3280-2       | 森崎博之         | 森崎博之                             |                                                                               |
| 仲間のうた                     | 221-4776-4       | 森崎博之         | 森崎博之                             |                                                                               |
| HOME                           | 239-3756-4       | 森崎博之         | 森崎博之                             |                                                                               |
| HONOR～守り続けた痛みと共にBGM | 247-1734-7       | 森崎博之         | NAOTO                                | TEAM NACS ふるさと公演「HONOR〜守り続けた痛みと共に」挿入歌。                 |
| ともに生きよう                 | 256-5287-7       | 森崎博之         | 森崎博之                             |                                                                               |
| 幌筵島の唄                     | 721-2211-1       | 森崎博之         | NAOTO                                | TEAM NACS 第16回公演「PARAMUSHIR〜信じ続けた士魂の旗を掲げて」挿入歌。        |
| もじゃもじゃ                   | 728-0926-4       | 森崎博之         | ルートヴィヒ・ヴァン・ベートーヴェン | TEAM NACS 全国公演「COMPOSER〜響き続ける旋律の調べ」挿入歌。                  |

## 書籍
- チビナックスえほん～ユウジロウのおくりもの～（2007年、HAJ出版） - 原作。 ISBN 9784902882025
- チビナックスえほん～いただきまーす!～（2008年、HAJ出版） - 原作。 ISBN 978-4902882032
- じゃらん×森崎博之～行きつけない隠れ名店～（2008年、リクルート）ISBN 978-4862072658
- 生きることは食べること 森崎博之の熱血あぐり魂（2016年8月3日、キュー・プロダクツ）

### 連載
- さっぽろタウン情報[81]
- じゃらん北海道「行き着けない隠れ名店」（2005年 - 2013年、リクルート）
- 演劇ぶっく「森崎博之の感激ぶっく!」（2005年 - 2006年、演劇ぶっく社）
- 読売新聞北海道版朝刊「遠望眺望」（2011年 - 2013年、読売新聞社）
- じゃらん北海道「ママじゃらん 北海道」（2011年 - 2013年、リクルート）
- 広報ほくれん（2010年 - 、ホクレン）

## その他
- ヌオウ（日清食品） - プロデュース（大泉洋と共に）[82]